# Wagnergruppens uppror

Karta över rapporter kring Wagnergruppens rörelse under upproret.

Wagnergruppens uppror var en kortvarig politisk och militär kris i Ryssland under Rysslands invasion av Ukraina. Den inleddes den 23 juni 2023 av den paramilitära organisationen Wagnergruppen mot den ryska militären och avslutades ett dygn senare. Krisen föregicks av spänningar mellan Jevgenij Prigozjin och den högsta militärledningen, särskilt försvarsministern Sergej Sjojgu och generalstabschefen Valerij Gerasimov.
Förband ur Wagnergruppen gick tidigt på morgonen den 24 juni in i Ryssland över gränsen från de ockuperade områdena i Donetsk-Luhansk, till Rostov-na-Donu, som är säte för Södra militärdistriktet, vilket leder Rysslands militäroperationer i det ockuperade Ukraina. Militärkolonner fortsatte längs motorväg 4 mot Moskva, drygt 1 000 kilometer norrut och lär ha kommit så nära huvudstaden som 200 kilometer innan upproret plötsligt avbröts.

## Bakgrund
En rivalitet mellan Jevgenij Prigozjin och det militära överkommandot hade varit tydlig under månader under våren 2023. Prigozjin anklagade i videofilmer överkommandot för korruption och inkompetens. Han framhöll att hans styrkor ofta visat sig vara mer framgångsrika än reguljära ryska arméförband. Han anklagade också armén för att medvetet strypa Wagnergruppens tillgång på vapen och ammunition.

## Skeendet
Wagnergruppens direkta uppror började med ett antal videofilmsnuttar med anklagelser från Wagnergruppens chef Jevgenij Prigozjin mot den ryska högsta militärledningen för att armén hade attackerat hans styrkor. Han påstod att tusentals Wagnersoldater hade dödats av en robotattack, vilken inte kommit från de ukrainska styrkorna utan "bakifrån" från ryska arméenheter. Han hotade med att sätta tusentals av sina soldater på marsch mot sina påstådda fiender inom armén. General Sergej Surovikin, biträdande chef för den ryska invasionsstyrkan, vädjade utan effekt på videofilmer till Wagnersoldater att vara lojala, men morgonen den 24 juni hade Wagnersoldater intagit militära nyckellokaliteter i Rostov-on-Don.
När förband ur gruppen kommit några få tiotal mil från Moskva samma kväll, upphörde upproret efter det att en överenskommelse ingåtts, som förmedlats av Belarus president Aleksandr Lukasjenko. Wagnergruppens soldater lämnade Rostov-na-Donu och vände söderut på motorvägen till Moskva. Det rapporterades att Jevgenij Prigozjin skulle få bege sig till Belarus och att brottsutredningar mot honom och deltagande soldater skulle läggas ned.